# Šódžo

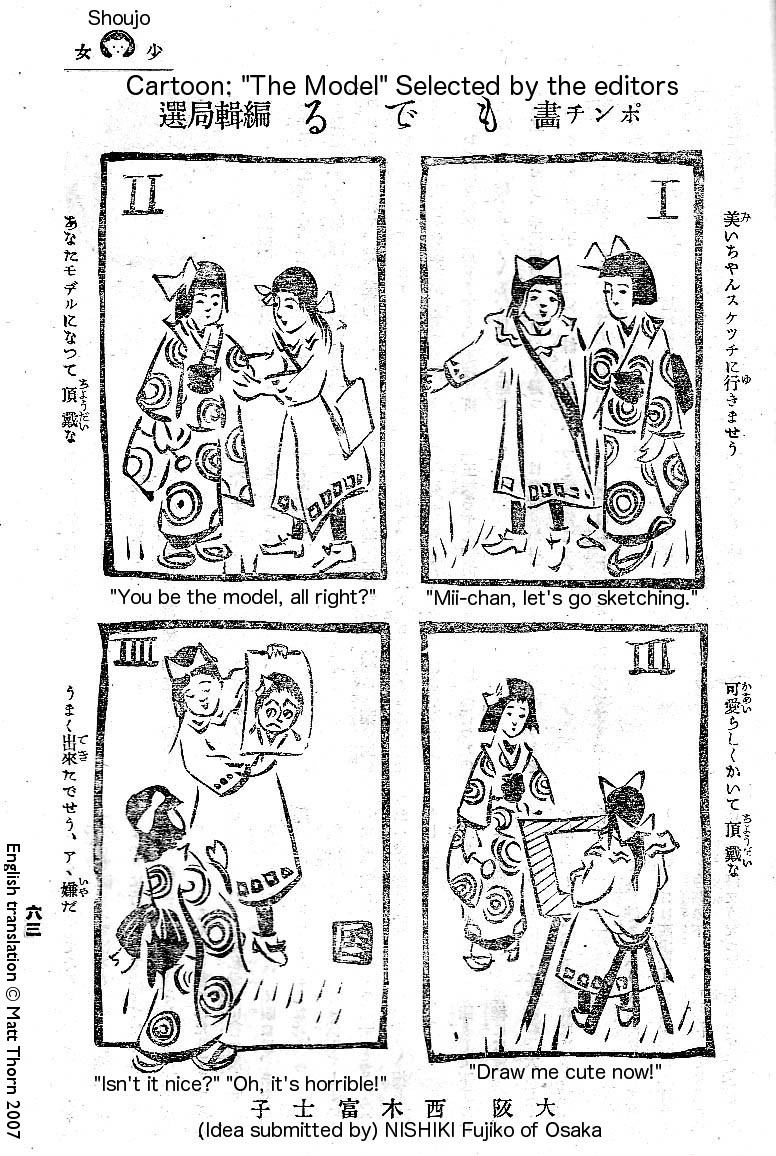

Šódžo (japonsky 少女, anglicky shōjo či shoujo, v překladu „dívka“) je japonské slovo užívané k označení mangy nebo anime určeného hlavně pro dívky ve věku 11–19 let, na rozdíl od šónen zaměřeného na chlapce. Mangy a anime tohoto zaměření jsou převážně romantické, někdy obohacené o milostný mnohoúhelník (například Fušigi júgi). Hlavní postavou je zpravidla dospívající dívka čelící nejrůznějším konfliktům, ať už jsou to každodenní dilemata, romantické pletky, nebo se jen snaží zachránit svět. Šódžo nepostrádá akci a zaměřuje se také na tělesný vývoj jedince.

## Seznamšódžoanime/mangy
- Ao haru Ride
- Bokura ga ita
- Cardcaptor Sakura
- Fruits Basket
- Full Moon o sagašite
- Med a čtyřlístek
- Kaičó wa Maid-sama
- Kareši kanodžo no džidžó
- Kimi no todoke
- Maria-sama ga miteru
- Nana
- Orange
- Ouran High School Host Club
- Sailor Moon
- Vampire Knight
- Wonder Egg Priority
- Yuri on Ice!!!